# إبيفانيوس السلاميسي
إبيفانيوس السلاميسي (المتوفي سنة 403 م) أسقف سلاميس في قبرص في نهاية القرن الرابع الميلادي، والذي يعد قديسًا وأبًا من آباء الكنيسة عند الكنيستنين الأرثوذكسية والكاثوليكية. اشتهر إبيفانيوس بدفاعه المستميت عن الأرثوذكسية، وبتأليفه لكتاب «Panarion» الذي قدّم شروحًا وافية عن حركات الهرطقة حتى زمانه، واحتوى على اقتباسات تعد أحيانًا الوحيدة الباقية لأجزاء من بعض النصوص المعدومة. وفقًا لما ذكره إرنست كيتزنغر، يعد إبيفانيوس أول رجل دين مسيحي يتعامل مع قضية الأيقونات الدينية المسيحية كقضية كبرى، وهناك خلاف حول نسبة عدد من الاقتباسات المعارضة للأيقونات إليه، حيث يعد من أشد المعارضين لاستخدام الصور والأيقونات في المسيحية.

## وصلات خارجية
- إبيفانيوس السلاميسي على موقع الموسوعة البريطانية (الإنجليزية)
- إبيفانيوس السلاميسي على موقع إن إن دي بي (الإنجليزية)
- القديس إبيفانيوس السلاميسي (بالإنجليزية)